# Monti Peloncillo
I monti Peloncillo (Peloncillo Mountains) sono un gruppo montuoso situato al confine tra Arizona orientale (60%) e Nuovo Messico occidentale (40%). Appartengono al più vasto insieme delle catene montuose dell'Arizona sud-orientale e si estendono per 174 chilometri da nord a sud e 76 chilometri da est a ovest, coprendo una superficie di 5072 km². Culminano con la Gray Mountain, nel Nuovo Messico, a 2113 metri.

## Cime principali
| Nome                          | Stato         | Altezza |
| ----------------------------- | ------------- | ------- |
| Gray Mountain                 | Nuovo Messico | 2113 m  |
| Guthrie Peak                  | Arizona       | 2004 m  |
| Peloncillo Mountains          | Arizona       | 1987 m  |
| Whitlock Peak                 | Arizona       | 1893 m  |
| Whitlock Mountains High Point | Arizona       | 1732 m  |